# Порнократія
Порнокра́тія (Правління розпусти, Епоха розпусти, Правління повій; італ. pornocrazia romana, governo delle prostitute, лат. saeculum obscurum) — період в історії папства першої половини X століття, який почався з правління папи Сергія III (обраний в 904) і тривав 60 років, до смерті Івана XII 963 року (за іншими тлумаченнями — протягом 30 років, до смерті Івана XI).

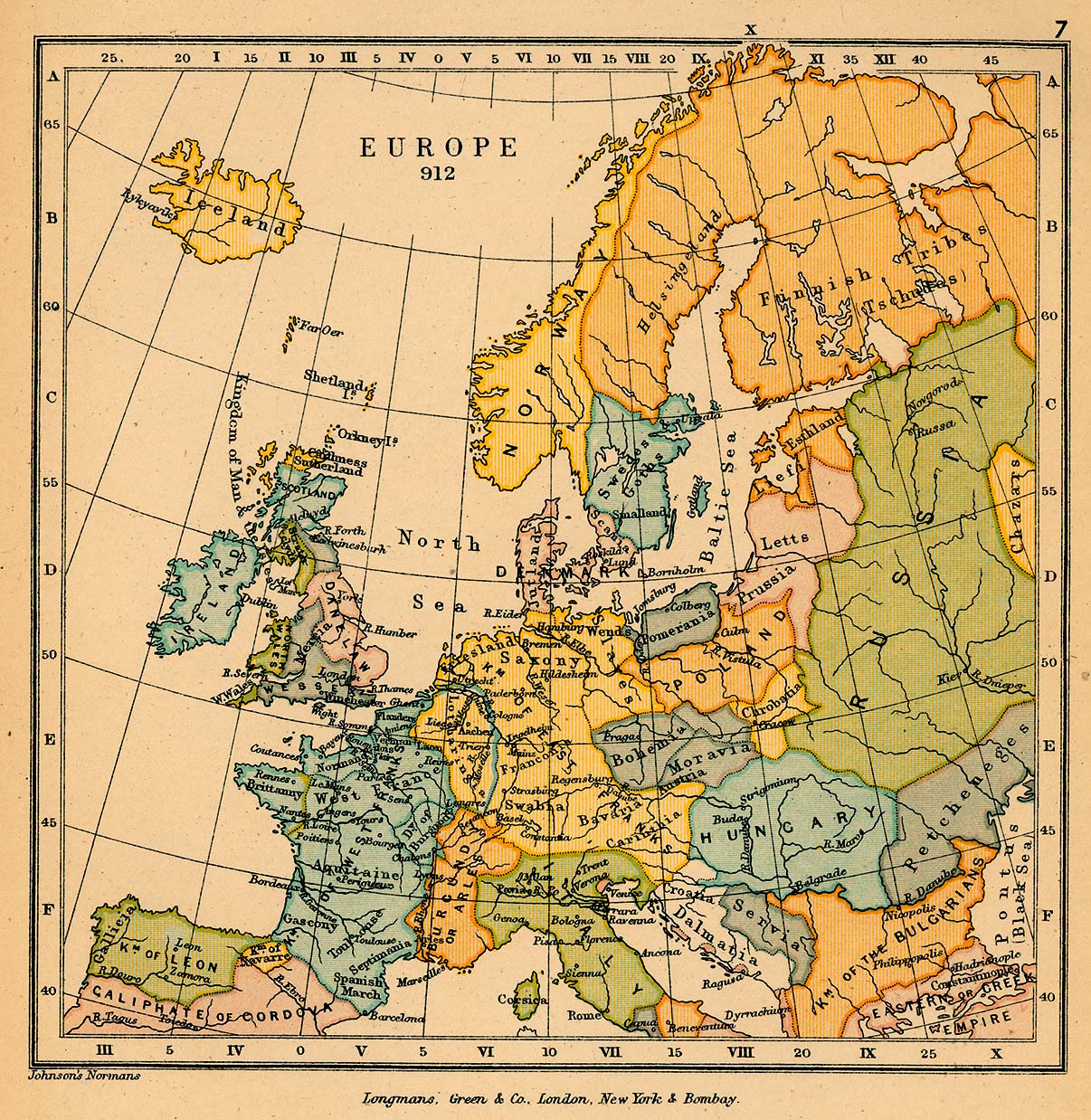
Європа у 912 році, приблизно на початку доби порнократії

Цей період вважається найгіршим в історії Римської Церкви. Протягом цього часу римські понтифіки перебували під сильним впливом могутньої аристократичної сім'ї Теофілактів — римського консула і коміта Тускулума Теофілакта, його дружини Феодори і їхньої доньки Марозії, що заслужили репутацію розпусників, а потім — сина Марозії Альберіха, герцога Сполетського. Більшість середньовічних джерел про цей період, смакують деталі розпусти цих жінок з римськими папами, досить упереджені, тому що виходять від політичних супротивників папства. Все ж, навіть офіційна історія католицької церкви визнає, що за кілька десятків років змінилося велика кількість пап, що відрізнялися розпусним способом життя, і що вони призначалися та контролювалися кланом Теофілактів.

## Список пап доби порнократії
1. Сергій III (904—911) — коханець Марозії.
2. Анастасій III (911—913) — креатура Теофілакта і його дочки Марозії. Помер через два з половиною роки.
3. Ландон (913—914) — зведений на престол за протекцією Феодори. Помер після 6 місяців понтифікату.
4. Іоанн X (914—928) — можливо коханець Феодори. Після її смерті 928 року за наказом Марозії був кинутий до в'язниці, де, ймовірно, був задушений.
5. Лев VI (928) — ставленик Марозії, законність обрання Лева сумнівна, тому що в цей час, можливо, був ще живий укладений у в'язниці папа Іван X. Помер за невідомих обставин після 7 місяців понтифікату, ймовірно отруєний.
6. Стефан VII (VIII) (928—931) — законність обрання Стефана сумнівна, тому що в цей час, можливо, був ще живий укладений у в'язницю папа Іван X. Помер за нез'ясованих обставин, імовірно убитий.
7. Іоанн XI (931—935) — син Марозії, імовірно від папи Сергія III. Став папою у 18 років (або в 21 рік) (різночитання в датах: не міг стати папою у 18 років хоча б тому, що за офіційними датуваннями Сергій III помер за 20 років до його обрання). Посаджений у в'язницю разом з Марозією своїм братом, сином Марозії від Альберіха I Сполетського, її законного чоловіка.
8. Лев VII (936—939) — посаджений на престол Альберіхом. Помер через три роки.
9. Стефан VIII (IX) (939—942) — аналогічно.
10. Марин II (942—946).
11. Агапіт II (946—955).
12. Іоанн XII (955—963) — онук Марозії від її другого сина, Альберіха II Сполетського, обраний у віці 18 років. Відрізнявся, за повідомленнями сучасників, надзвичайно розпусною поведінкою, що викликала невдоволення римлян. Позбавлений влади імператором Оттоном I, потім помер.